# Taxon inquirendum
Een taxon inquirendum is een term die een probleemgeval aanduidt in de taxonomie. Het zal meestal gaan om een wetenschappelijke naam die bij publicatie vergezeld werd van een eigenlijk ontoereikende beschrijving, die gebaseerd is geweest op materiaal dat sindsdien verloren is gegaan. 
Een variant is de term species inquirenda, die dan betrekking heeft op een taxon in de rang van soort. 
De term inquirendum werd door Sydenham Edwards zeker vanaf het begin van de 19e eeuw gebruikt.